# Horostyta (gromada)
Horostyta – dawna gromada, czyli najmniejsza jednostka podziału terytorialnego Polskiej Rzeczypospolitej Ludowej w latach 1954–1972.
Gromady, z gromadzkimi radami narodowymi (GRN) jako organami władzy najniższego stopnia na wsi, funkcjonowały od reformy reorganizującej administrację wiejską przeprowadzonej jesienią 1954 do momentu ich zniesienia z dniem 1 stycznia 1973, tym samym wypierając organizację gminną w latach 1954–1972.
Gromadę Horostyta z siedzibą GRN w Horostycie utworzono – jako jedną z 8759 gromad na obszarze Polski – w powiecie włodawskim w woj. lubelskim na mocy uchwały nr 17 WRN w Lublinie z dnia 5 października 1954. W skład jednostki weszły obszary dotychczasowych gromad Horostyta wieś, Horostyta kol., Zahajki wieś, Zahajki kol., Krzywowierzba wieś i Ignaców ze zniesionej gminy Krzywowierzba w tymże powiecie. Dla gromady ustalono 9 członków gromadzkiej rady narodowej.
31 grudnia 1961 z gromady Horostyta wyłączono wieś Krzywowierzba, kolonię Łaskarzyzna oraz osadę Sytyta, włączając je do gromady Kodeniec w powiecie parczewskim w tymże województwie. 1 stycznia 1962 gromadę zniesiono, włączając jej pozostały obszar (wieś i kolonię Horostyta, kolonię Ignaców oraz wieś i kolonię Zahajki) do gromady Wyryki powiecie włodawskim.